# سيد جاكسون
سيد جاكسون (بالإنجليزية: Syd Jackson)‏ هو سياسي أسترالي، ولد في 6 يونيو 1889 في لاونسستون في أستراليا، وتوفي بنفس المكان في 28 فبراير 1941. حزبياً، نشط في Nationalist Party (Australia) ‏. وقد انتخب عضو مجلس النواب الأسترالي عن دائرة Division of Bass ‏ (13 ديسمبر 1919 – 12 أكتوبر 1929).